# Paramaribohofje
Het Paramaribohofje is een hofje aan de Paramaribostraat, in de Archipelbuurt in Den Haag.
Het hofje werd in 1881 gebouwd in opdracht van de Vereniging tot verbetering der woningen van de arbeidende klasse te 's-Gravenhage, nu: Koninklijke Haagse Woningvereniging van 1854. Architect was H. Wesstra, hij bouwde in neorenaissance-stijl. De gevels zijn versierd met randen van gele bakstenen.
Dit hofje heeft 60 huisjes verdeeld over drie rijen. De eerste rij ligt aan de Paramaribostraat, de tweede rij ligt rug aan rug erachter, en daartegenover ligt de derde rij. De tweede en derde rij zijn bereikbaar via twee kleine straatjes die afgezet zijn door negentiende-eeuwse hardstenen stoeppalen. Alle huisjes hebben een eigen tuintje en sinds 1954 een uitgebouw, waarin toen het privaat en de keuken werden geplaatst. Het hofje grenst gedeeltelijk aan de hofjes Mallemolen en de Schuddegeest.

## Renovaties
In 1937 is het hofje voor het eerst gerenoveerd. De bedstee werd bij de kamer getrokken en douchecabines werden op de bovenverdieping geplaatst. In het midden van het complex was een gebouwtje met drie privaten. Nu wordt dat hok gebruikt voor de vuilcontainers.
In 1954 werd de uitbouw naast de voordeur aangebouwd, waarin de keuken en de WC werden geplaatst.
In 1988 werd door architect T. Deurloo een uitgebreide renovatie ontworpen. Boven werden de douchekabines door een badkamer vervangen, met of zonder extra WC. De keukens in de uitbouw werden vernieuwd. De WC werd daar weggehaald en meestal naar de achterkant van de kamer verhuisd. Sommige huisjes hebben nu alleen boven een WC. Ook werden bijna overal de steile trappen vervangen. In 1988 werden aan beide kanten van het hofje fietsbergingen gebouwd. De renovaties mochten geweigerd worden, er zijn nog enkele huisjes in de oude staat. Als huisjes leeg komen te staan, knapt de Vereniging ze op, tussendoor zijn geen verbouwingen.
Enkele bewoners hebben nog meegemaakt dat de gaslantaarn tegenover nummer 61 werd ontstoken. Het is niet bekend of er een centrale pomp heeft gestaan.
Het hele hofje is nog steeds eigendom van de Vereniging. Het is een gemeentelijk monument.

## Trivia
- Architect Wesstra bouwde enkele jaren later de Passage met J.W. Bosboom, het gebouw van de Haagse Dierentuin in het Benoordenhout. Hij bouwde ook theater Seinpost in Scheveningen.